# Niphosoma compactum
Niphosoma compactum là một loài bọ cánh cứng trong họ Cerambycidae.